# Knätte landskommun
Knätte landskommun var en tidigare kommun i dåvarande Älvsborgs län.

## Administrativ historik
Kommunen inrättades i Knätte socken i Redvägs härad i Västergötland när 1862 års kommunalförordningar trädde i kraft.
Vid kommunreformen 1952 uppgick landskommunen i Redvägs landskommun som 1974 uppgick i Ulricehamns kommun.